# Slyš, jaký to nad řekou
Slyš, jaký to nad řekou (ve francouzském originále Les saints et les anges anebo Ave Maria de Lourdes) je jihofrancouzská mariánská píseň z druhé poloviny 19. století, kterou každý den zpívají poutníci v Lurdech. V jednotném kancionále, do něhož byl po přepracování zařazen její text z Poutních zpěvů z roku 1909 (jen 8 namísto 14 slok) a v němž má upravenou melodii, je označena číslem 811. Je psána ve tříčtvrtečním taktu a tónině F dur. Šest jejích slok obsahuje také zpěvník Mešní zpěvy.
Jiný český text na tentýž nápěv je znám pod názvem Kde v údolí ku řece hora má sklon.